# 本望信人
本望 信人（ほんもう のぶひと、1977年4月1日 - ）は、日本のプロボクサー、プロボクシング・トレーナー。出身は新潟県であるが、育ちは埼玉県さいたま市である。第39代日本スーパーフェザー級王者。第33代OPBF東洋太平洋スーパーフェザー級王者。角海老宝石ボクシングジム所属。

## 来歴
大宮商業高校卒業から1年後の1996年3月4日にオサムジム所属で18歳でプロデビュー。同ジム所属当時は「パワフル本望」のリングネームで活動していた。1999年にはA級トーナメントで優勝、2000年にはアメリカ合衆国に遠征して3試合に出場（2勝1敗）するなど多彩なキャリアを積んだが、同年から翌年にかけてオサムジムと衝突し、移籍に関するトラブルで1年を棒に振る。
2001年、角海老宝石ジムに移籍して活動を再開し、2002年8月24日にはキンジ天野に判定勝ちして空位の日本スーパーフェザー級王座を獲得した。同タイトルの防衛は2005年10月に返上するまで8度を数え、2006年5月20日にはジムレックス・ハカを判定で降して空位のOPBF東洋太平洋スーパーフェザー級王座を獲得、同年11月には村上潤二を9R負傷判定で降して初防衛を果たした。
2007年5月3日にエドウィン・バレロの保持するWBA世界スーパーフェザー級王座に挑戦。大いに健闘するも、バレロのパンチで右目付近の古傷を大きく切り裂き、ドクターストップでTKO負け。しかしバレロと対戦して立ったまま試合終了のゴングを聞いた初めての選手となった。同日引退を表明。約11年間のプロ生活だった。
現在は、埼玉県さいたま市に「本望ボクシングジム」を開き、市民にボクシングを教えている。
また、柔道整復師の資格も取得しており、大宮市に整骨院を開業している。

## 家族
長女の彩華はかつて日本コロムビアに所属して「本望あやか」の芸名でアイドル活動をしていたが、現在トレーナーとしてジム手伝いをしている。

## 戦績
- プロボクシング　36戦29勝（5KO）5敗2分

| 戦           | 日付           | 勝敗 | 時間 | 内容        | 対戦相手                       | 国籍           | 備考 \|                                    |
| ------------ | -------------- | ---- | ---- | ----------- | ------------------------------ | -------------- | ------------------------------------------ |
| 1            | 1996年3月4日   | ☆    | 4R   | 判定3-0     | 會田詳一郎（新日本木村）       | 日本           |                                            |
| 2            | 1996年5月10日  | ☆    | 4R   | 判定2-0     | 津村寛（ファイティング原田）   | 日本           |                                            |
| 3            | 1996年6月14日  | ☆    | 4R   | 判定3-0     | 小関雅昭（金子）               | 日本           |                                            |
| 4            | 1996年8月30日  | ☆    | 2R   | KO          | 冨田勝（ランドS）              | 日本           |                                            |
| 5            | 1996年9月30日  | △    | 4R   | 判定0-1     | 小澤将司（JBスポーツ）         | 日本           |                                            |
| 6            | 1996年12月7日  | ☆    | 6R   | 判定2-0     | 小堀哲哉（角海老宝石）         | 日本           |                                            |
| 7            | 1997年6月2日   | ☆    | 5R   | TKO         | 舩山哲央（ヨネクラ）           | 日本           |                                            |
| 8            | 1997年7月22日  | ★    | 3R   | 負傷判定0-2 | 下入ヶ山博文（角海老宝石勝又） | 日本           |                                            |
| 9            | 1997年11月11日 | ☆    | 8R   | 判定2-0     | 木嶋仁（国際）                 | 日本           |                                            |
| 10           | 1998年5月29日  | ☆    | 6R   | 判定3-0     | 中廣晋（大橋S）                | 日本           |                                            |
| 11           | 1998年7月3日   | ☆    | 5R   | TKO         | 臼井竜哉（東拳）               | 日本           |                                            |
| 12           | 1998年9月4日   | ★    | 6R   | 判定0-3     | 阿部元一（ヨネクラ）           | 日本           |                                            |
| 13           | 1999年1月9日   | ★    | 10R  | 判定0-3     | 萩原篤（角海老宝石勝又）       | 日本           |                                            |
| 14           | 1999年5月26日  | ☆    | 6R   | 判定3-0     | 福本博章（木下）               | 日本           |                                            |
| 15           | 1999年7月2日   | ☆    | 5R   | 負傷判定3-0 | 石井保行（稲毛）               | 日本           |                                            |
| 16           | 1999年8月31日  | ☆    | 6R   | 判定2-0     | 草間智之（三迫）               | 日本           |                                            |
| 17           | 1999年10月22日 | ☆    | 8R   | 判定3-0     | 水島博（トクホン真闘）         | 日本           |                                            |
| 18           | 2000年5月3日   | ★    | 6R   | 判定0-3     | アマドール・バスケス           | パナマ         |                                            |
| 19           | 2000年6月22日  | ☆    | 6R   | 判定3-0     | アントニオ・デサンティアゴ     | アメリカ合衆国 |                                            |
| 20           | 2000年7月11日  | ☆    | 8R   | 判定3-0     | ギジェルモ・モレノ             | アメリカ合衆国 |                                            |
| 21           | 2000年10月18日 | ☆    | 10R  | 判定3-0     | 洲鎌栄一（尼崎）               | 日本           |                                            |
| 22           | 2001年11月17日 | ☆    | 8R   | TKO         | ジャクリ・サクムアンクレン     | タイ           |                                            |
| 23           | 2002年1月5日   | ☆    | 8R   | 判定3-0     | 釈尊全雄（センター三迫）       | 日本           |                                            |
| 24           | 2002年6月1日   | ☆    | 4R   | TKO         | 斉藤真（花形）                 | 日本           |                                            |
| 25           | 2002年8月24日  | ☆    | 10R  | 判定3-0     | キンジ天野（国際）             | 日本           | 日本スーパーフェザー級王座決定戦           |
| 26           | 2003年1月11日  | ☆    | 10R  | 判定3-0     | 藤田和典（倉敷守安）           | 日本           | 日本王座防衛1                              |
| 27           | 2003年5月3日   | ☆    | 10R  | 判定3-0     | 松信秀和（宮田）               | 日本           | 日本王座防衛2                              |
| 28           | 2003年9月20日  | △    | 4R   | 負傷引分    | 中村つよし（スペースK）        | 日本           | 日本王座防衛2                              |
| 29           | 2004年1月10日  | ☆    | 10R  | 判定3-0     | コウジ有沢（草加有沢）         | 日本           | 日本王座防衛4                              |
| 30           | 2004年5月1日   | ☆    | 10R  | 判定3-0     | 中川知則（進光）               | 日本           | 日本王座防衛5                              |
| 31           | 2004年10月16日 | ☆    | 10R  | 判定3-0     | 中村つよし（スペースK）        | 日本           | 日本王座防衛6                              |
| 32           | 2005年4月2日   | ☆    | 10R  | 負傷判定3-0 | 真鍋圭太（石川）               | 日本           | 日本王座防衛7                              |
| 33           | 2005年10月1日  | ☆    | 5R   | 負傷判定3-0 | 大之伸くま（FUKUOKA）          | 日本           | 日本王座防衛8                              |
| 34           | 2006年5月20日  | ☆    | 12R  | 判定3-0     | ジムレックス・ハカ             | フィリピン     | OPBF東洋太平洋スーパーフェザー級王座決定戦 |
| 35           | 2006年11月4日  | ☆    | 9R   | 負傷判定    | 村上潤二（八王子中屋）         | 日本           | OPBF防衛1                                  |
| 36           | 2007年5月3日   | ★    | 8R   | TKO         | エドウィン・バレロ（帝拳）     | ベネズエラ     | WBA世界スーパーフェザー級タイトルマッチ    |
| テンプレート |                |      |      |             |                                |                |                                            |

## 獲得タイトル
- 第39代日本スーパーフェザー級王座（防衛8=返上）
- 第33代OPBF東洋太平洋スーパーフェザー級王座（防衛1=返上）